# Shotton
Shotton is een civil parish in het Welshe graafschap Flintshire.
Shotton telt 6265 inwoners.